# Колентіна (футбольний клуб)
 Спортивний клуб «Колентіна» Бухарест (рум. Colentina A.C. București) — колишній румунський футбольний клуб з Бухареста, що існував у 1909—1947 роках.

## Досягнення
- Ліга I
  - Чемпіон: 1912–13, 1913–14
  - Срібний призер: 1909–10.